# Cosmasterias felipes
Cosmasterias felipes är en sjöstjärneart som först beskrevs av Percy Sladen 1889.  Cosmasterias felipes ingår i släktet Cosmasterias och familjen trollsjöstjärnor. Inga underarter finns listade i Catalogue of Life.